# Kathrine Sørland
Kathrine Sørland (Stavanger, 25 marzo 1980) è una modella norvegese, eletta Miss Mondo Norvegia 2002 e Miss Universo Norvegia 2004.

## Carriera
Kathrine Sørland ha vinto il titolo di Frøken Norge (Miss Norway) nel 2001, ed ha rappresentato la Norvegia a Miss Mondo 2002, tenutosi a Londra. Benché fosse fra le favorite alla vittoria, alla fine è riuscita ad arrivare solamente al quarto posto, dietro la vincitrice Miss Turchia, Azra Akın; Miss Colombia, Natalia Peralta e Miss Peru, Marina Mora. Prima del concorso, la modella norvegese era stata fra le più ferventi portavoce del boicottaggio di protesta a favore della causa di Amina Lawal.
Due anni dopo, la Sørland ha rappresentato la propria nazione anche a Miss Universo 2004 a Quito, in Ecuador, dove si è classificata fra le quindici finaliste finali ed alla fine si è classificata all'undicesimo posto. Il concorso è stato vinto alla fine dall'australiana Jennifer Hawkins.
In seguito Kathrine Sørland ha intrapreso la carriera televisiva, conducendo numerosi programmi televisivi in Norvegia. Fra questi la versione norvegese di America's Next Top Model, il game show Casino, il concorso di canto per celebrità Sangstjerner (Sing stars) e l'edizione norvegese del reality show Extreme Makeover: Home Edition, intitolato Norges styggeste rom.
Il 1º luglio 2006 ha sposato l'agente immobiliare Andreas Holck. Dalla loro unione è nato Leon il 1º ottobre 2008. Il 31 marzo 2006 la Sørland ha aperto una boutique di abiti da sposa chiamato Agape a Oslo.